# اچ‌ام‌اس رویال جورج (۱۸۰۹)
اچ‌ام‌اس رویال جورج (۱۸۰۹) (به انگلیسی: HMS Royal George (1809)) یک کشتی بود.